# Marktkirche hl. Michael (Übelbach)

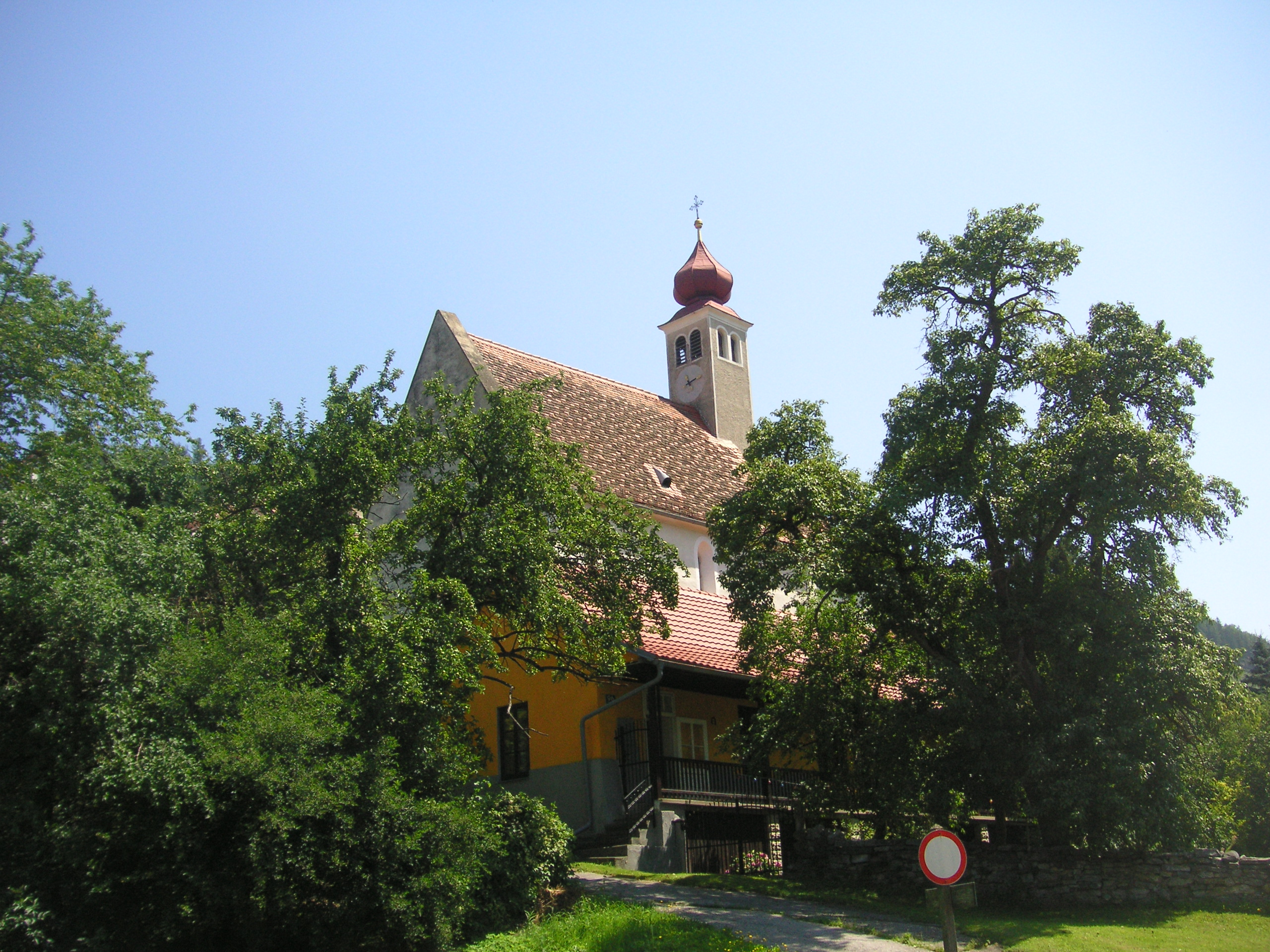
Die Marktkirche im Juli 2012

Die Marktkirche hl. Michael ist eine römisch-katholische Messkapelle in der Marktgemeinde Übelbach in der Steiermark. Ihre Geschichte geht vermutlich bis in die zweite Hälfte des 13. Jahrhunderts zurück. Heute befindet sie sich im Besitz der Marktgemeinde.

## Standort
Die Kapelle steht in dem Alter Markt genannten Ortsteil von Übelbach. Sie wurde schräg oberhalb eines ehemaligen Bergwerksstollens errichtet.

## Geschichte
Die Kirche wurde wahrscheinlich in der zweiten Hälfte des 13. Jahrhunderts errichtet. Ihre erste urkundliche Erwähnung finden wir in einer Urkunde aus dem Jahr 1460. Sie wurde als Kapelle für die Bergleute des nahen Bergwerks erbaut. Ursprünglich war sie wahrscheinlich nur ein einfacher, rechteckiger Saal. In der Mitte des 15. Jahrhunderts wurde sie mithilfe des als Stifter auftretenden Niklas Röschl ausgebaut und in die heute noch erhaltene Form gebracht. Im 18. Jahrhundert wurde die Kapelle immer wieder renoviert. Dabei wurde die ursprüngliche Decke durch die bestehende ersetzt. Seit dem 24. September 1885 gehört die Kapelle der Marktgemeinde Übelbach. Zwischen 1985 und 1993 wurden Renovierungsarbeiten durchgeführt.

## Beschreibung

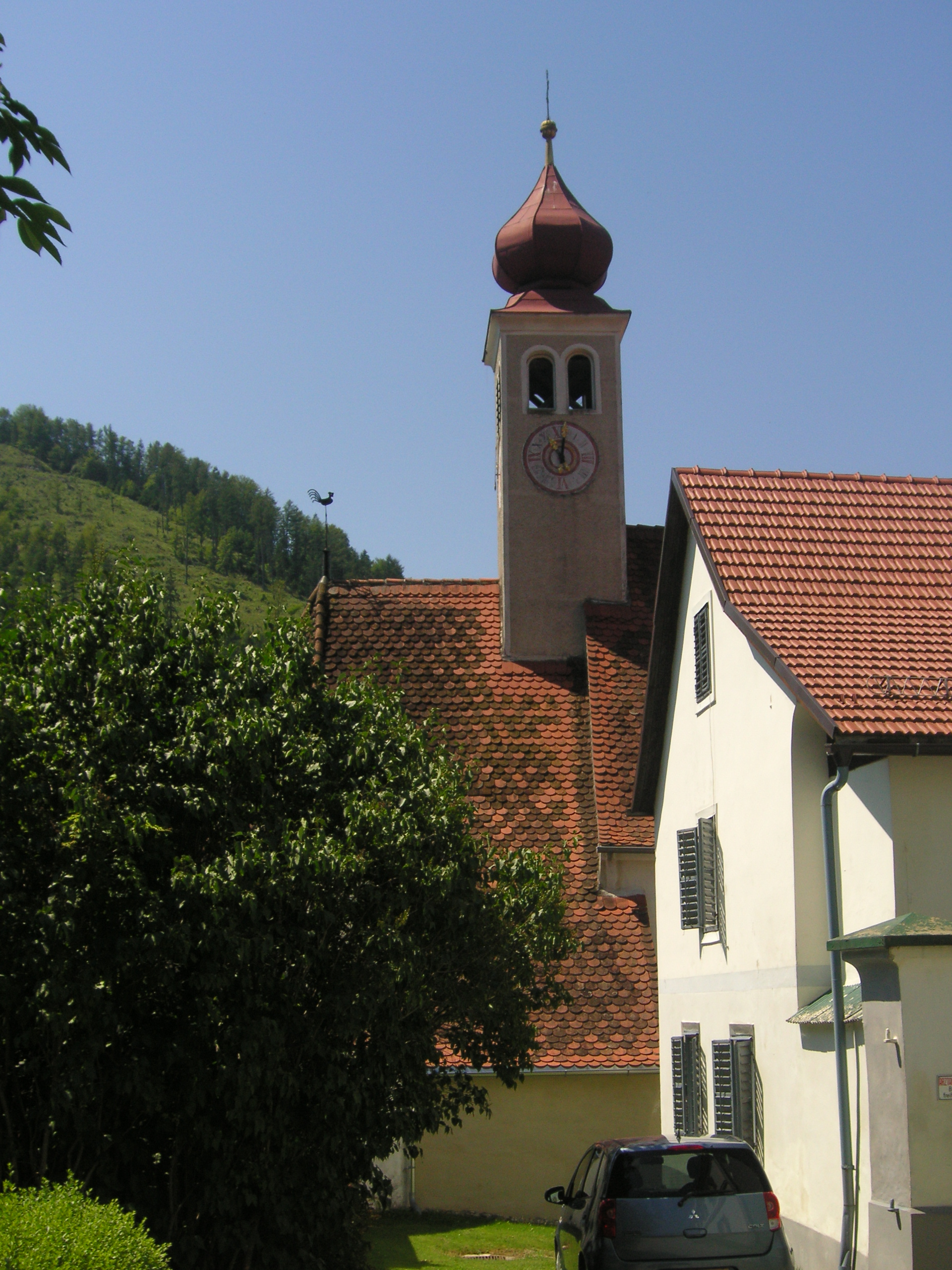
Die Marktkirche im Juli 2012

Das kleine Kirchengebäude hat einen Dachreiter mit Zwiebelhelm und einer Glocke.
Das breite, annähernd quadratische und im Kern romanische Langhaus hat eine barocke, stuckverzierte Flachdecke. Dicke romanische Mauerreste  im südlichen und westlichen Teil der Kapelle mit einem romanischen Rundbogenfenster an der Südseite zeugen von ihrer Entstehungszeit. Im Langhaus befinden sich mehrere Bildfelder, in denen die 1722 gemalte Anbetung der heiligen Drei Könige, die Maria Immaculata sowie die Verkündigung des Herrn dargestellt sind. Im Westen des Langhauses ist eine barocke Empore aus Holz eingebaut. Apostelbilder an ihrer Brüstung stammen aus dem frühen 18. Jahrhundert. Der einjochige, gotische Chor hat einen Fünfachtelschluss und wird von einem Sternrippengewölbe überspannt. Unter dem Chor wurden während der Renovierungsarbeiten im späten 20. Jahrhundert Mauerfundamente eines Vorgängerbaues entdeckt, dessen Lage heute an schwarzen Bodenplatten erkennbar ist. Die Sakristei ist nördlich an den Chor angebaut und mit ihm durch eine aus der Zeit um 1500 stammenden Tür mit gotischen Eisenbeschlägen verbunden. Sie wird von einer Spitztonne überwölbt.
Der im Stil des Rokoko gestaltete Hochaltar wurde um 1770 errichtet. Das Altarblatt zeigt die Erzengel Michael, Gabriel und Raphael. Auf dem Oberbild wird Maria mit dem Kind dargestellt. Des Weiteren stehen nach Art des Philipp Jakob Straub gestaltete Schutzengelstatuen auf dem Hochaltar. Auf den in der ersten Hälfte des 19. Jahrhunderts errichteten Seitenaltären befinden sich zwei um 1800 von Matthias Schiffer gemalte Bilder des heiligen Florian und des Johannes Nepomuk. Auf die Chorwand sind Weihekreuze aus der Bauzeit aufgemalt. Am Fronbogen steht ein vermutlich gotisches Vortragekreuz. Die Flachdecke des Langhauses bestand ursprünglich aus drei aus dem Jahr 1727 stammenden Freskenfeldern, von denen nur mehr eines erhalten ist. Die Kanzel stammt aus dem Ende des 18. Jahrhunderts. Der Tabernakel wurde um 1840 aufgestellt. Des Weiteren hängen eine im Stil des Rokoko gestaltete Ewig-Licht-Ampel sowie zwei aus dem 18. Jahrhundert stammende Bildnisse der Maria vom Siege und der heiligen Cäcilia in der Kapelle. Ein Fresko an der Außenseite über dem Eingangsportal ist übermalt.
Die kleine barocke Orgel wurde 1745 von Johann Georg Mitterreiter aufgestellt. Eine Inschrift auf der Windlade der von Magdalena Schrökhenfux gestifteten Orgel weist auf das Aufstellungsjahr hin. Sie hat über 360 Pfeifen und sechs Register. Ihr Gehäuse aus dem 18. Jahrhundert ist graugrün marmoriert und mit vergoldeten Schnitzornamenten verziert.